# New Divide
New Divide是聯合公園於2009年5月18日發行的單曲，收錄於《變形金剛：復仇之戰》電影原聲帶，也是此電影的主題曲。

## 歌曲背景
此歌曲是聯合公園繼What I've Done後，再度為《變形金剛：復仇之戰》做的主題曲。

## 曲目
1. New Divide（新界點）
2. New Divide (A Cappella Edit)
3. New Divide (Instrumental)

## MV
MV由團上的DJ兼任導演喬．漢恩製作。MV特點就是當中出現很多電影情節橋段，並用特殊效果讓電影情節橋段和團員演出交織融合。團員表演的背景則仿效電影當中變形金剛的墳場，好像團員在變形金剛墳場裡面演出，其中團員貝斯手戴維因手腕受傷，無法與團員拍攝MV，因此貝斯手戴維沒有和他們一起演出MV，但製作MV靈活的喬．漢恩則在戴維手傷好之後幫他拍一些動作，再用一些特效讓他在MV一小部分出現，所以戴維在MV出現的次數不多。MV於6月15日正式首播。